# Amenia (Nueva York)
Amenia es un pueblo ubicado en el condado de Dutchess en el estado estadounidense de Nueva York. En el año 2000 tenía una población de 1115 habitantes y una densidad poblacional de 213.5 personas por km².

## Geografía
Amenia se encuentra ubicada en las coordenadas 41°50′49″N 73°33′17″O / 41.84694, -73.55472. Según la Oficina del Censo, la ciudad tiene un área total de 112,8 km² (43,6 mi²), de la cual 112,2 km² (43,3 mi²) es tierra y 0,6 km² (0,2 mi²) (0.57%) es agua.

## Demografía
Según la Oficina del Censo en 2000 los ingresos medios por hogar en la localidad eran de $39 231, y los ingresos medios por familia eran $51 294. Los hombres tenían unos ingresos medios de $32 038 frente a los $28 769 para las mujeres. La renta per cápita para la localidad era de $22 095. Alrededor del 8.1% de la población estaban por debajo del umbral de pobreza.